# Melissa Buhl
Melissa Buhl, née le 25 janvier 1982 à Chandler (Arizona), est une coureuse cycliste américaine. Spécialisée en descente et en four-cross, elle a été championne du monde de cette discipline en 2008.

## Palmarès

### Championnats du monde
- Fort William 2007
  -  Médaillée de bronze du four-cross
- Val Di Sole 2008
  -  Championne du monde de four-cross
- Canberra 2009
  -  Médaillée de bronze du four-cross
- Champéry 2011
  - 4e du four-cross
- Leogang 2012
  - 6e du four-cross

### Championnats nationaux
- Championne des États-Unis de descente en 2008 et 2009
- Championne des États-Unis de four-cross en 2008